# キリル・メトディ (小惑星)
キリル・メトディ (2609 Kiril-Metodi) は小惑星帯にある小惑星。ニコライ・チェルヌイフとリュドミーラ・チェルヌイフがクリミア天体物理天文台で発見した。
キリル文字の原型であるグラゴル文字を考案したとされる正教会の宣教師キュリロスとメトディオスに因んで名付けられた。